# 富士松村

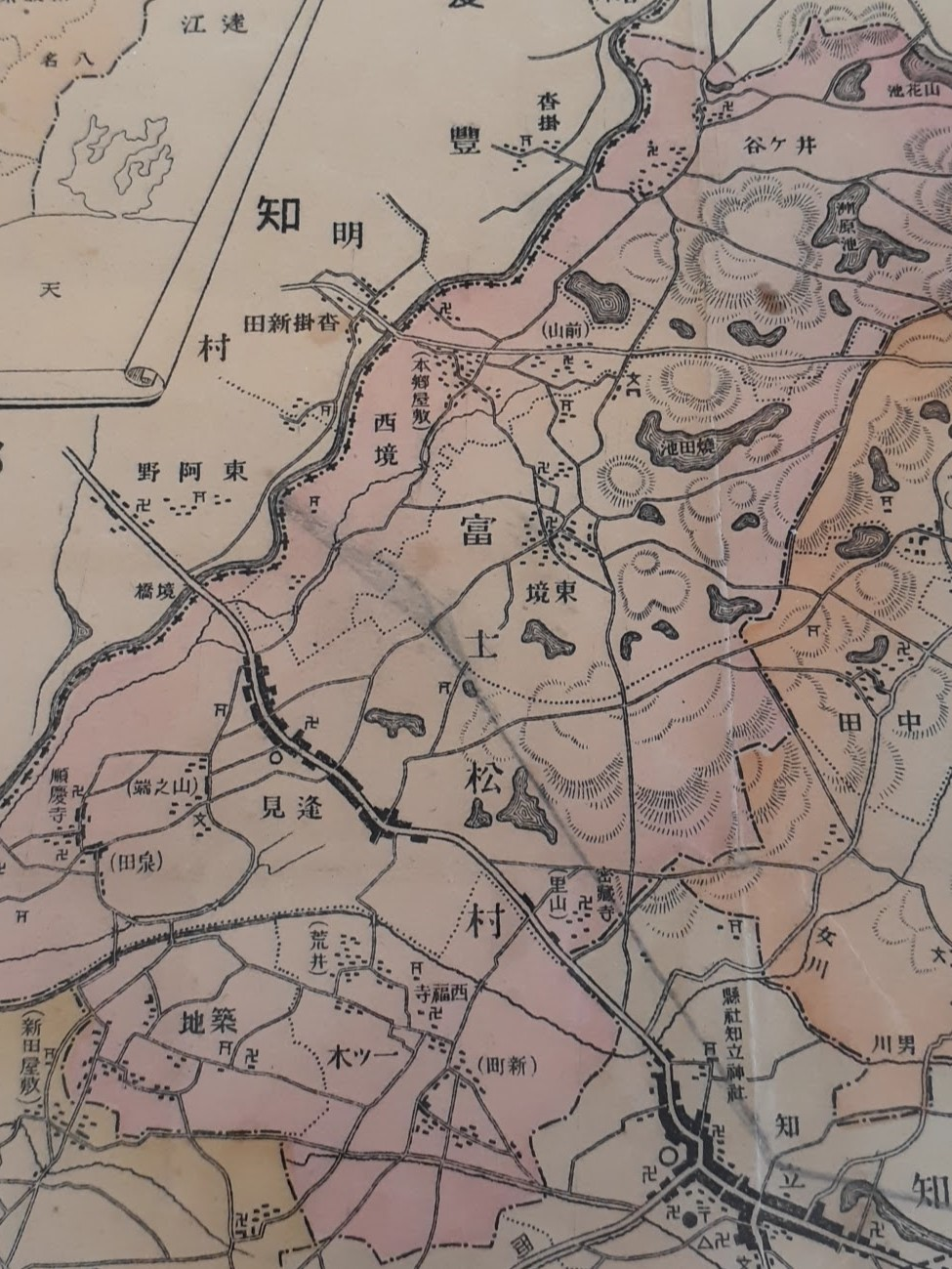
1917年の富士松村

富士松村（ふじまつむら）は、かつて愛知県碧海郡に存在した村。
1955年（昭和30年）4月1日に依佐美村の一部とともに刈谷市に編入された。現在の刈谷市北部に当たる。

## 地理

### 河川
- 境川
- 逢妻川

### 湖沼
- 小堤西池 - 「小堤西池のカキツバタ群落」は国指定天然記念物。
- 洲原池 - 面積約16ヘクタールの農業用ため池。
- 岩ケ池 - 農業用ため池。

・間野四郎池–農業用ため池。
　南池–農業用ため池
　

### ギャラリー

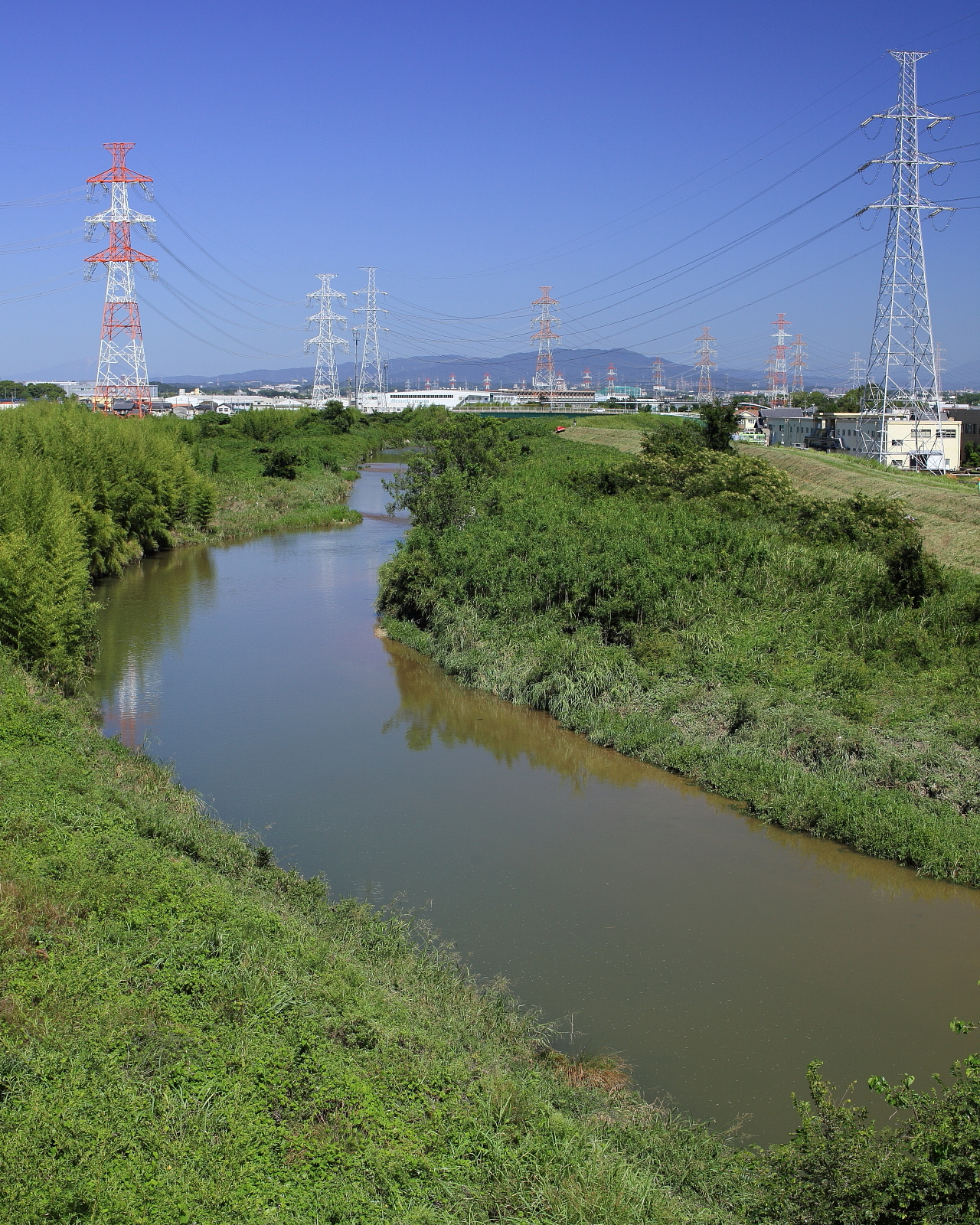
境川
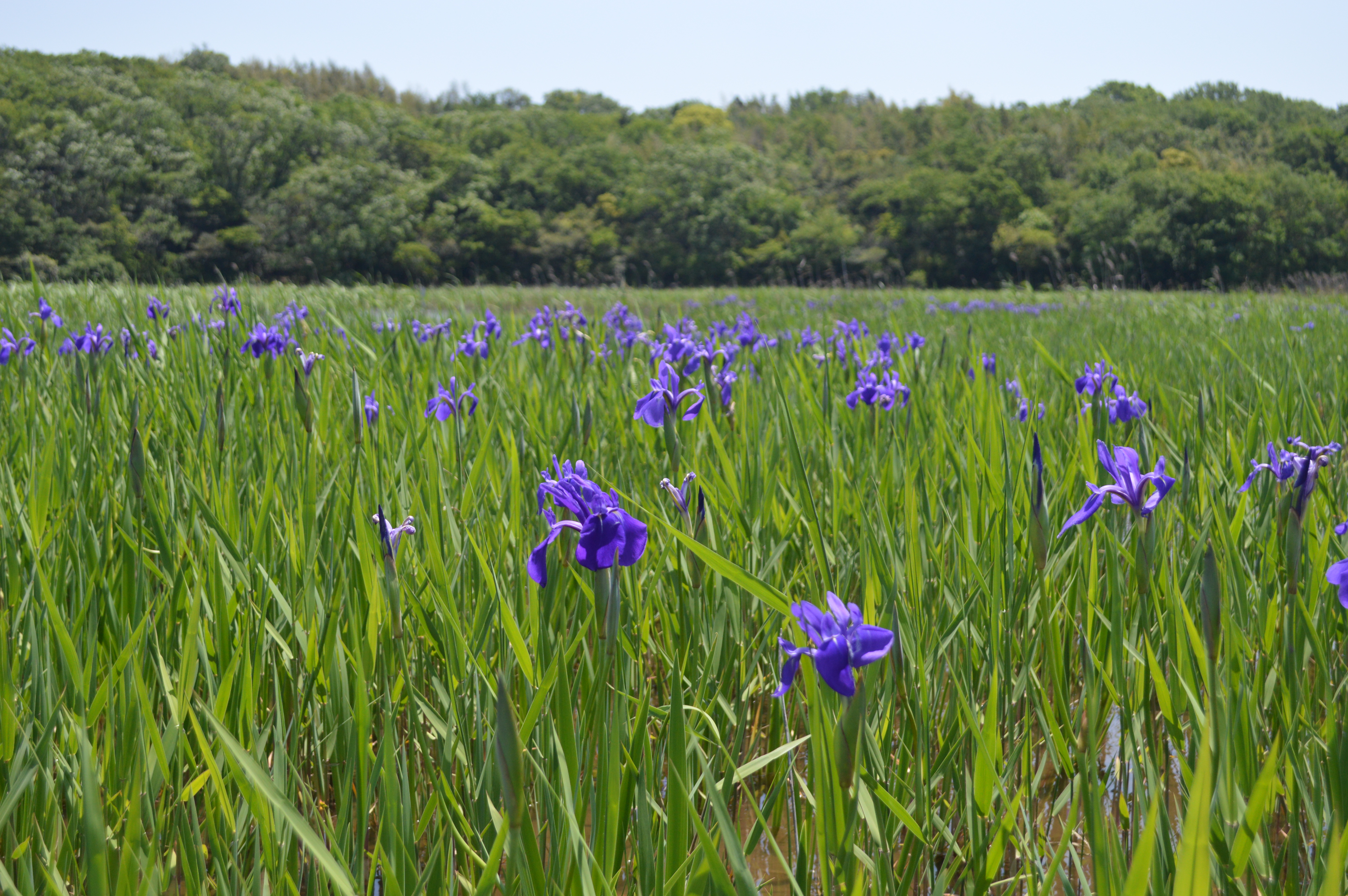
小堤西池のカキツバタ群落
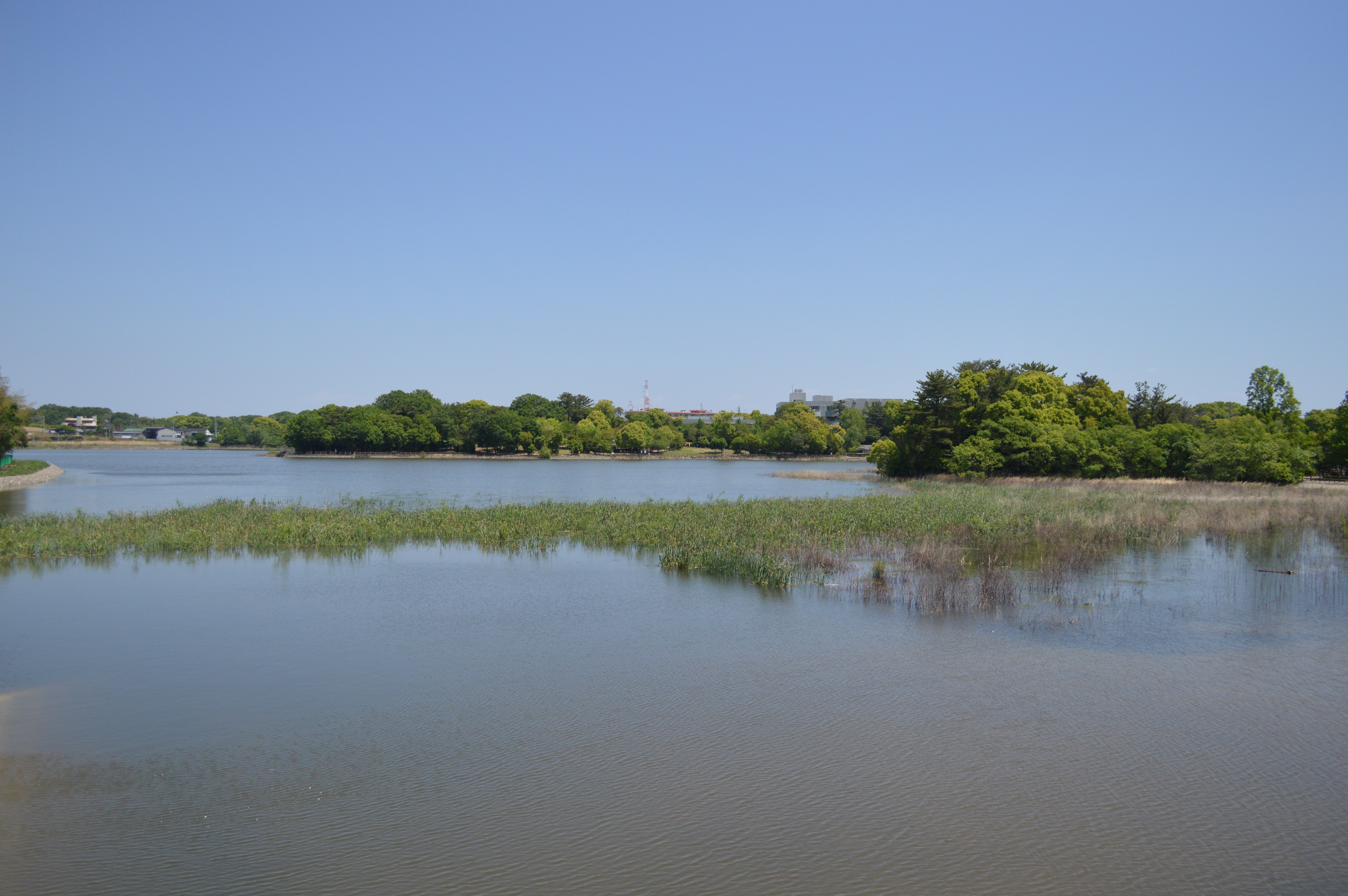
洲原池

## 歴史

### 江戸時代
所属藩・石高
- 一ツ木村（刈谷藩・717.428石）
- 築地村（刈谷藩・326.059石）
- 泉田村（刈谷藩・1,492.759石）
- 今岡村（刈谷藩・294.91石）
- 今川村（刈谷藩・594.083石）
- 西境村（沼津藩・279.468石 - 加藤右近領・184.624石）
- 井ヶ谷村（西大平藩・793.835石 - 刈谷藩・580.157石）
- 東境村（刈谷藩・527.646石 - 西端藩・496.402石）

### 行政区域の変遷
- 1878年（明治11年） - 郡区町村編制法施行。泉田村・今岡村・今川村が合併し逢見村が成立。
- 1889年（明治22年）10月1日 - 市制・町村制施行。一ツ木村・築地村が合併し一ツ木村が成立。西境村・井ヶ谷村・東境村が合併し境村が成立。
- 1891年（明治24年）8月1日 - 境村から東境村が分立。
- 1906年（明治39年）5月1日 - 碧海郡境村、東境村、一ツ木村、逢見村が合併し富士松村が成立。
- 1955年（昭和30年）4月1日 - 碧海郡依佐美村の一部と共に刈谷市に編入し廃止となる。江戸期の村落8つが刈谷市○○町となる。

## 行政

### 富士松村役場
富士松村役場改築委員（後の富士松村長）の酒井鉄之助が鉄筋コンクリート造の建築を主張し、1930年（昭和5年）には刈谷市立亀城小学校なども設計した大中肇によって富士松村役場が竣工した。1955年（昭和30年）に富士松村が刈谷市に編入されると、この建物は刈谷市役所富士松支所となった。この建物は老朽化によって取り壊され、1984年（昭和59年）3月に現在の富士松支所が竣工した。

## 教育
刈谷市となった後の1970年（昭和45年）には愛知教育大学が移転してきた。刈谷市となった後の1981年（昭和56年）には刈谷市立富士松東小学校が開校している。

### 小学校
- 富士松村立富士松南小学校 - 旧・富士松第一尋常高等小学校。
- 富士松村立富士松北小学校 - 旧・富士松第二尋常高等小学校。

### 中学校
- 富士松村立富士松中学校

## 交通

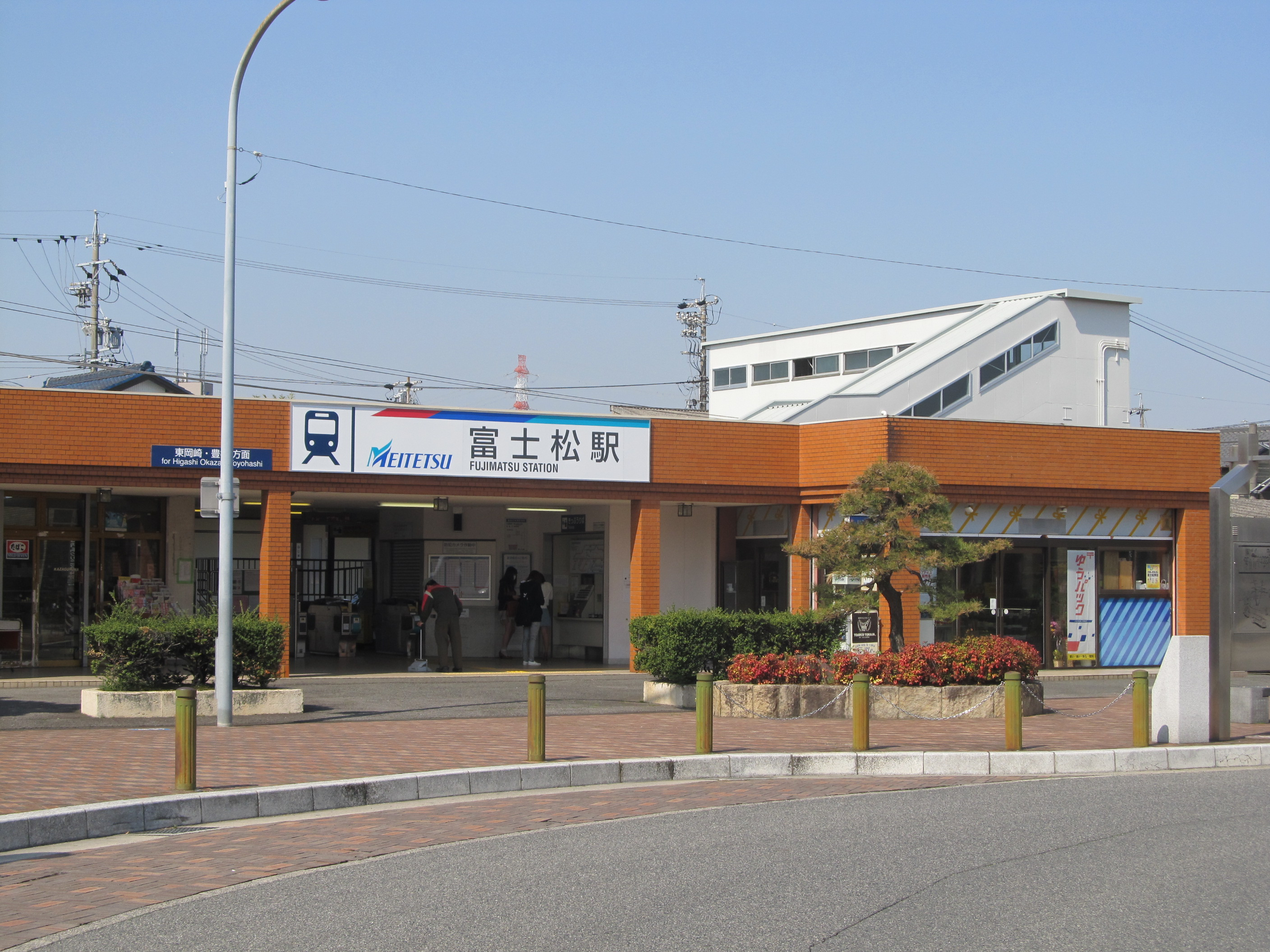
名鉄名古屋本線 富士松駅

中世には鎌倉街道が富士松村を通っていたとされ、祖母神社の境内には「鎌倉街道伝承地」碑などがあるが、鎌倉街道の正確な経路は定かでない。近世には東海道が富士松村を通っており、39番目の宿場である池鯉鮒宿と40番目の宿場である鳴海宿の間に位置していた。太平洋戦争後には東海道に並行して国道1号が開通した。
1923年（大正12年）には愛知電気鉄道豊橋線（現在の名鉄名古屋本線）が開業し、富士松村には富士松駅と一ツ木駅が設置された。

### 道路
- 国道1号
- 旧東海道

### 鉄道
- 名鉄名古屋本線
  - 富士松駅・一ツ木駅

## 名所・旧跡

### 史跡
- 築地古墳 - 築地。
- 泉田古墳 - 泉田。

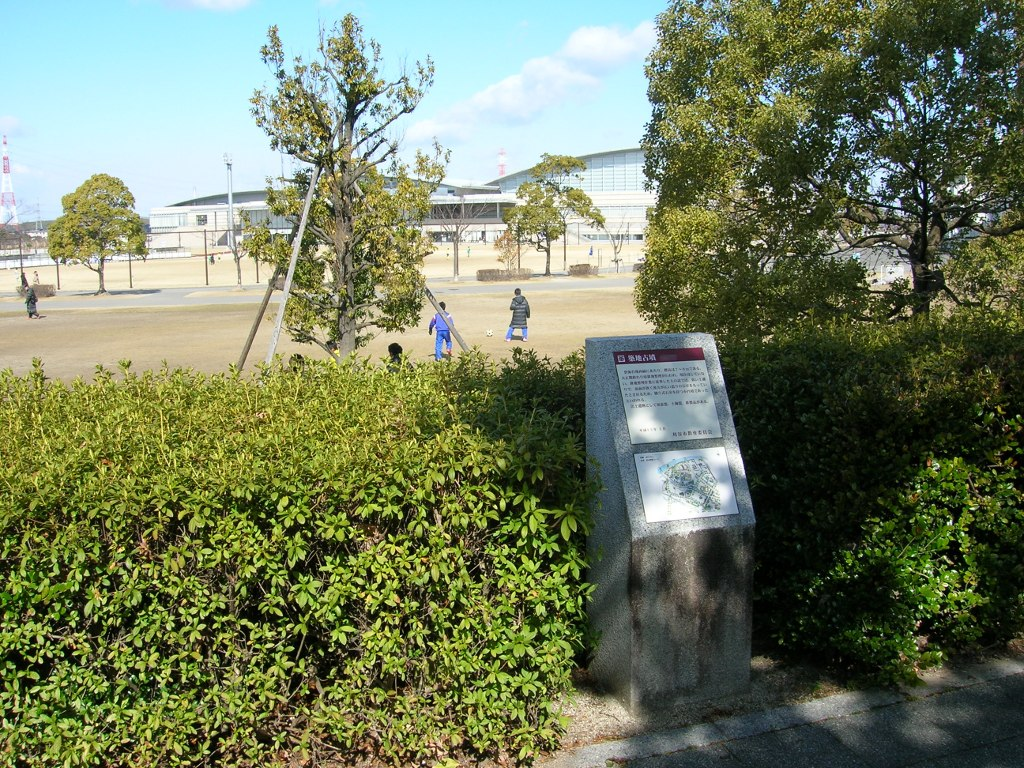
築地古墳
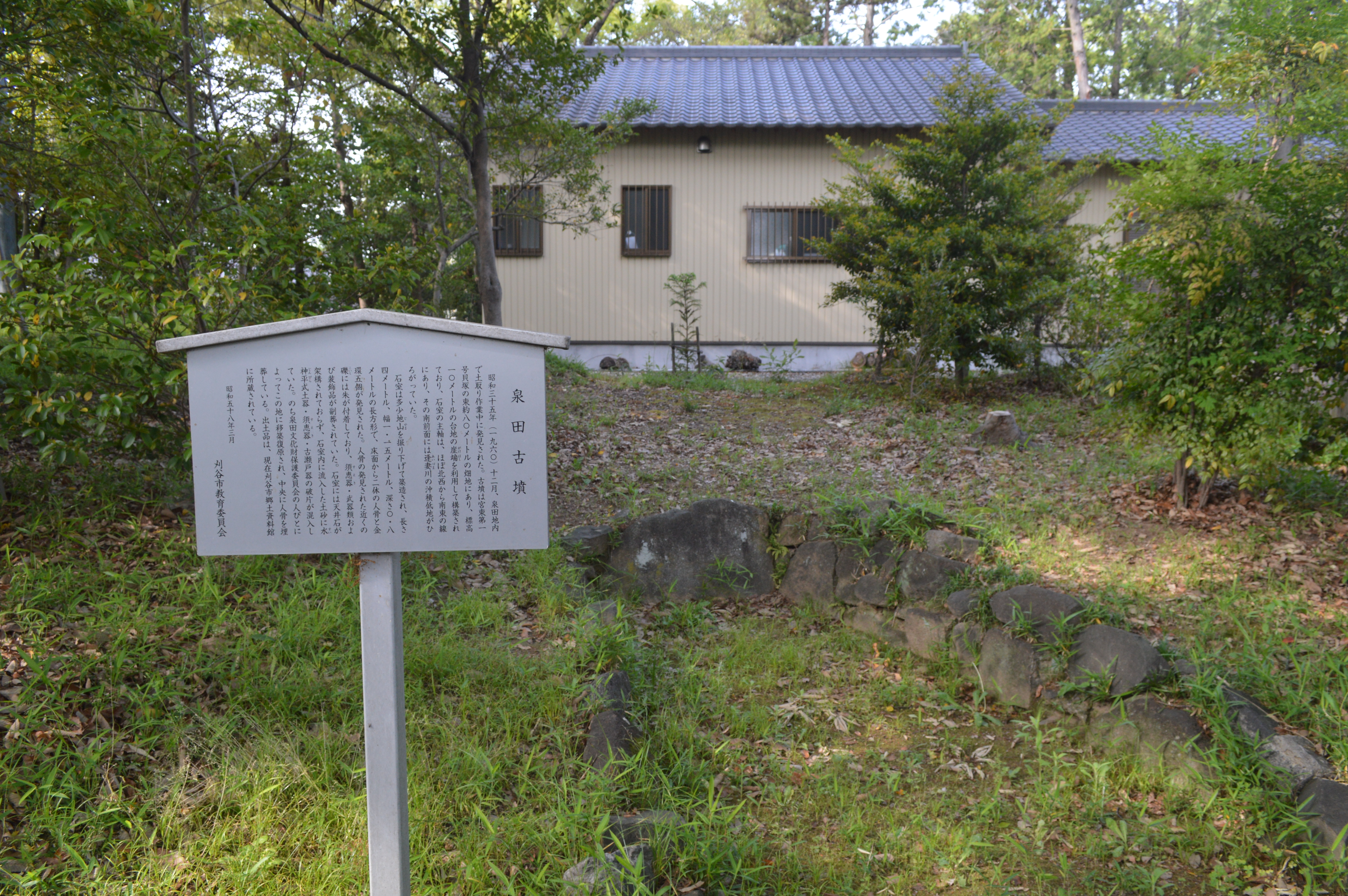
泉田古墳

### 神社

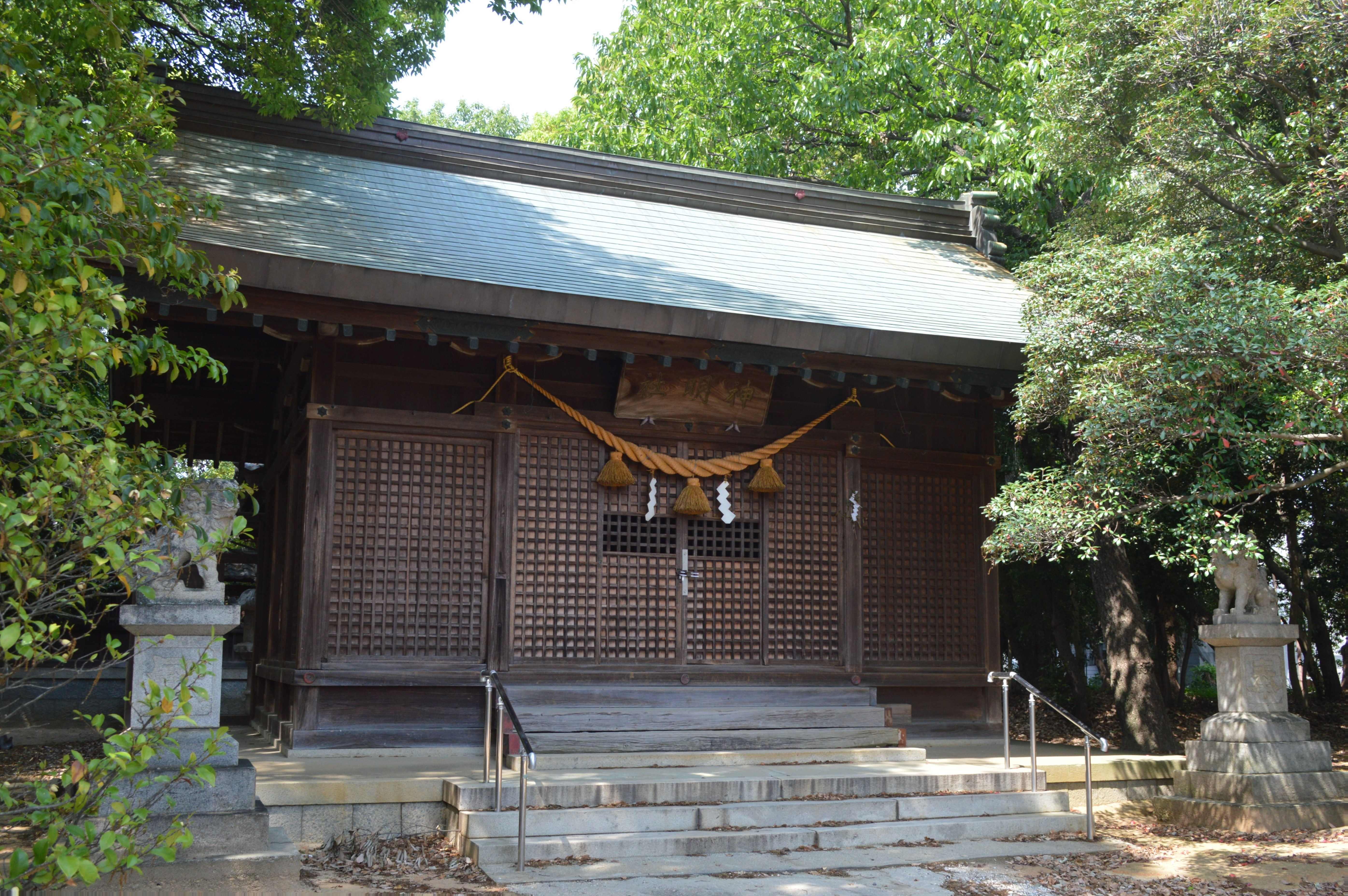
今岡神社 - 今岡。村社。
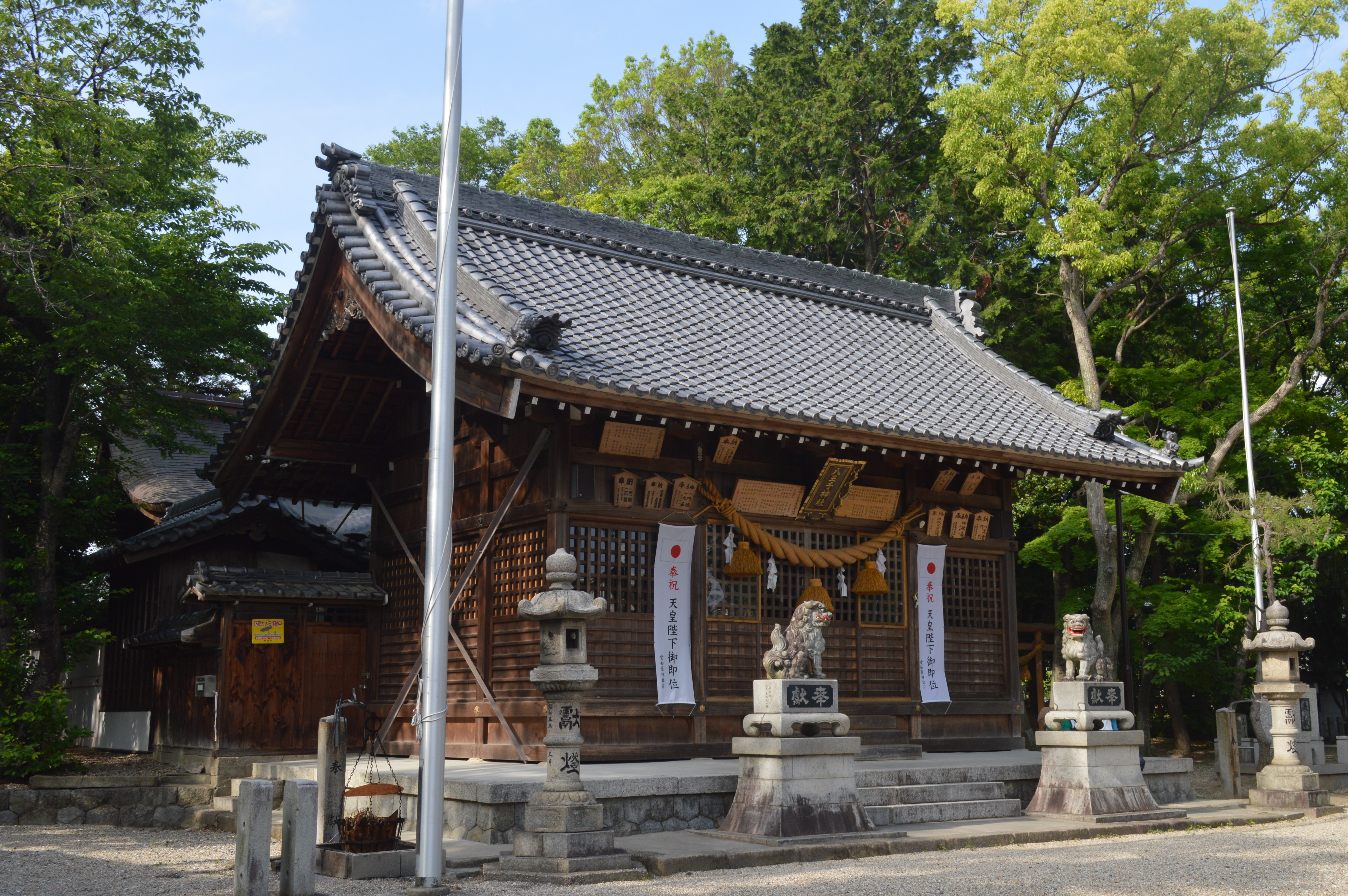
八王子神社 - 泉田。村社。
  - 八王子神社貝塚の上に建っている。
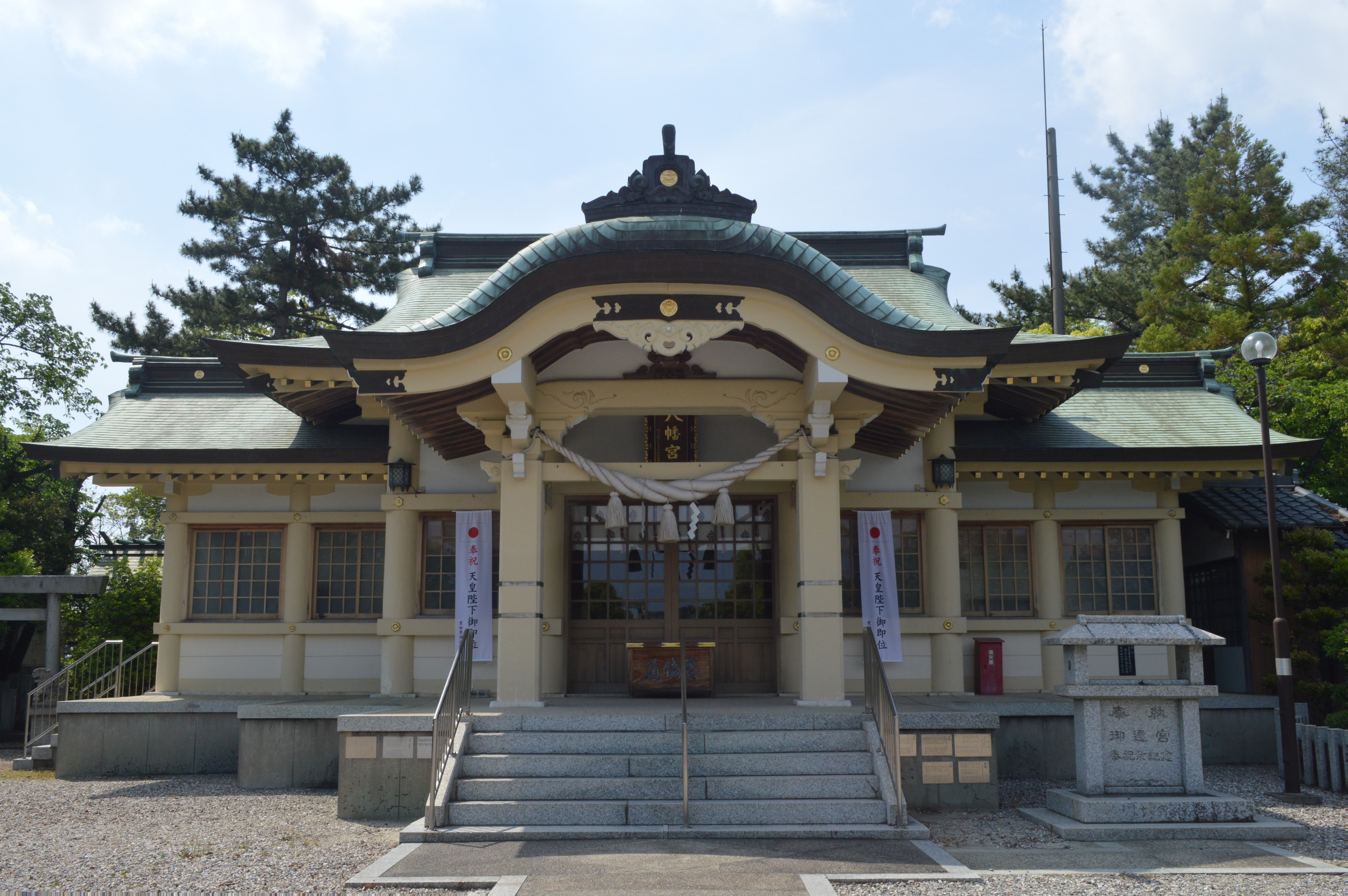
今川八幡宮 - 今川。村社。
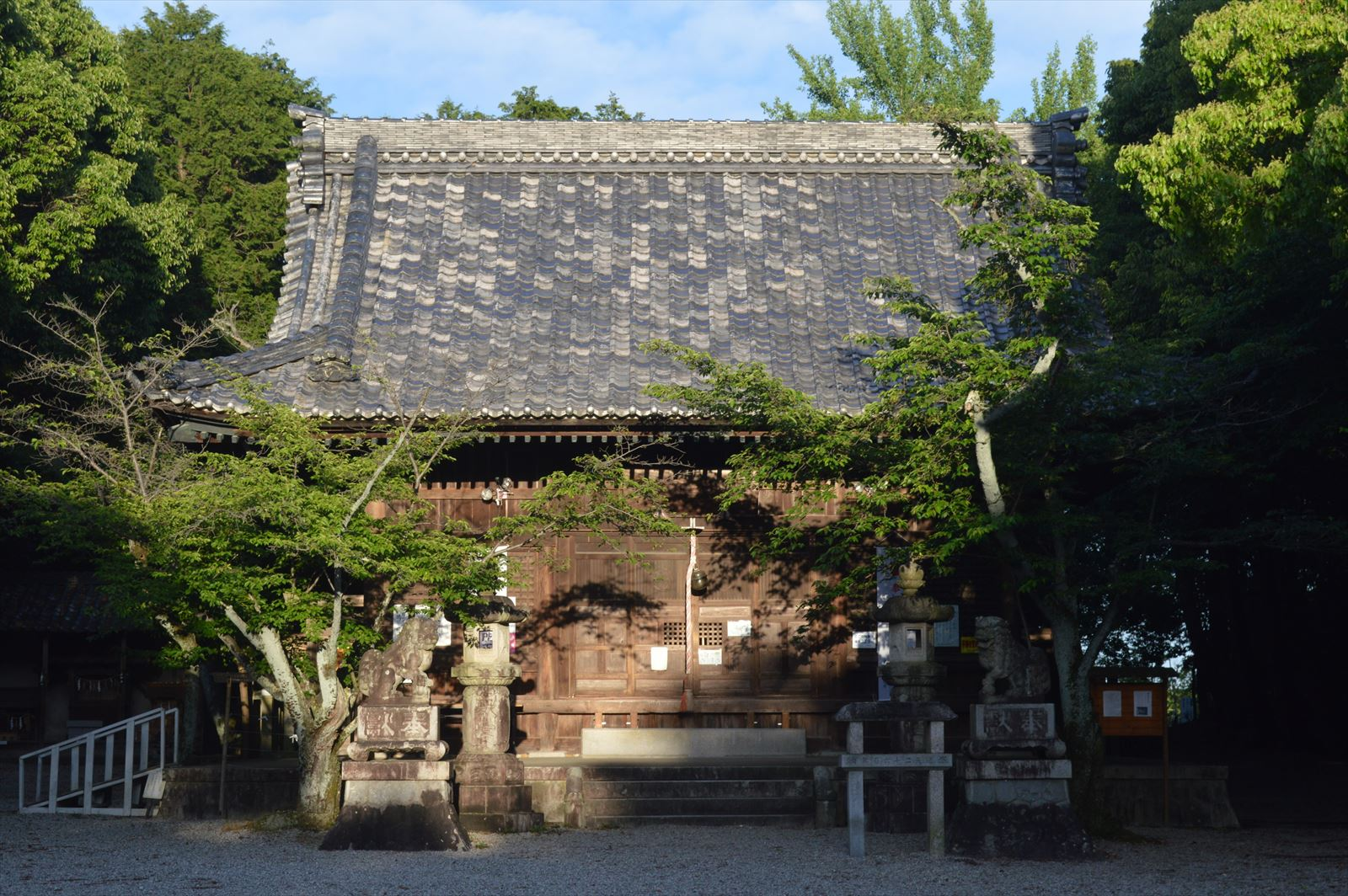
秋葉神社 - 一里山。
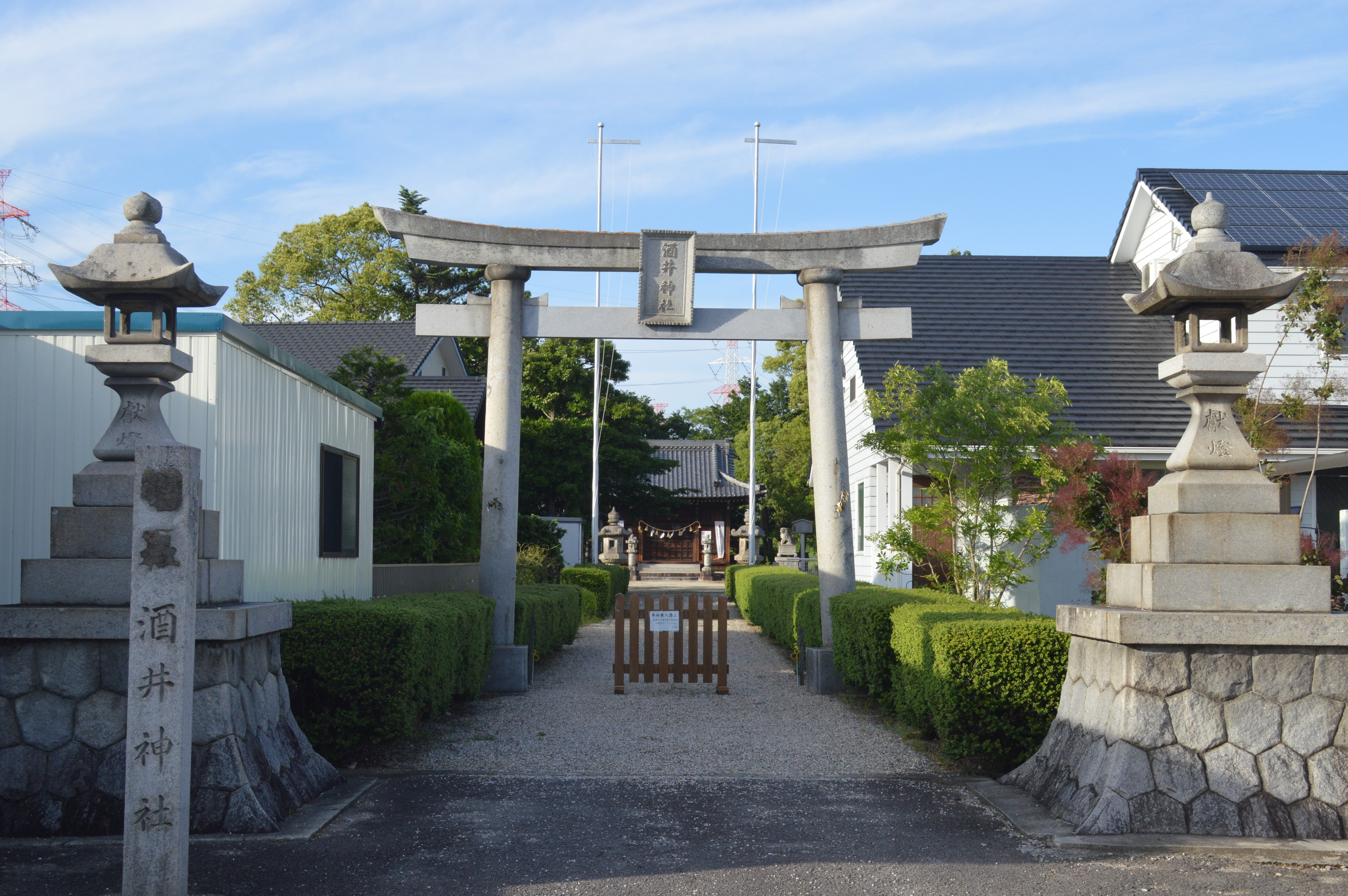
山神社 - 一里山。
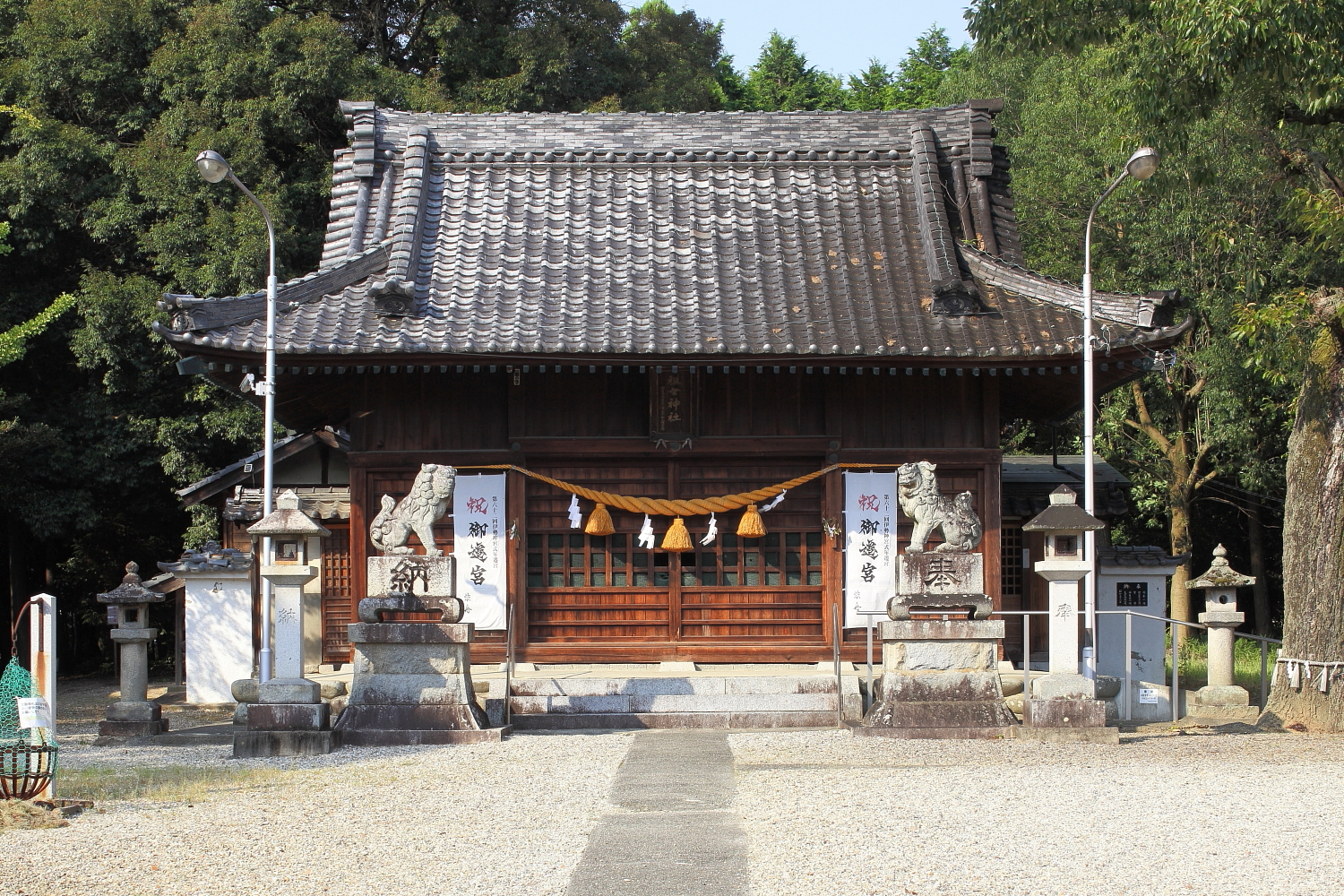
洲原神社 - 井ヶ谷。村社。
- 八幡宮 - 井ヶ谷。
- 酒井神社 - 西境。村社。
- 祖母神社 - 東境。村社。
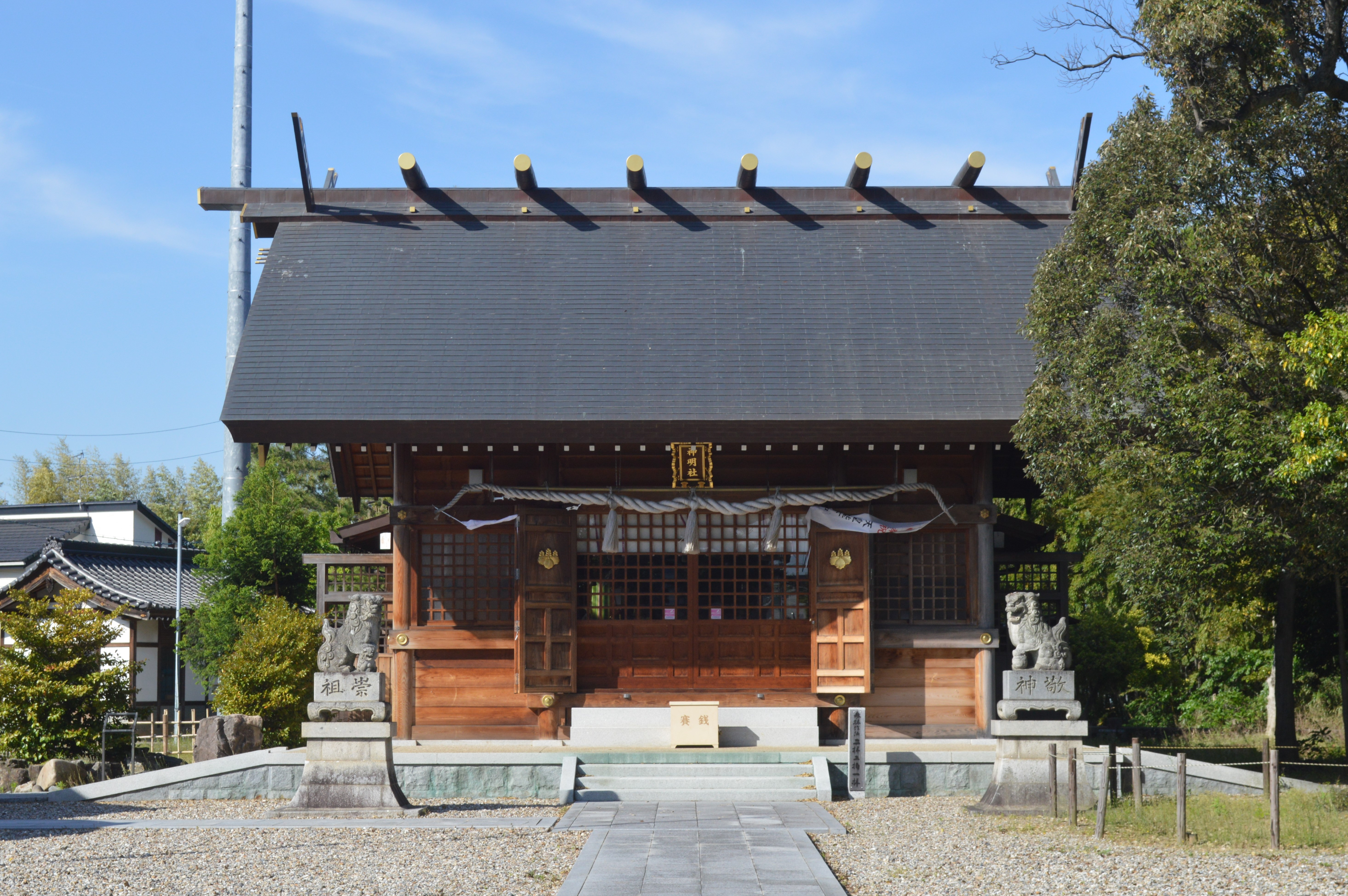
一ツ木神明社 - 一ツ木。村社。
- 熊野神社 - 築地。村社。

- 今岡神社
- 八王子神社
- 今川八幡宮
- 洲原神社
- 酒井神社
- 祖母神社
- 一ツ木神明社

### 寺院
- 乗願寺 - 今岡。浄土真宗の寺院。
- 洞隣寺 - 今岡。曹洞宗の寺院。
- 順慶寺 - 泉田。真宗大谷派の寺院[4]。
- 浄信寺 - 泉田。真宗大谷派の寺院。
- 西念寺 - 泉田。真宗大谷派の寺院。
- 乗蓮寺 - 今川。真宗大谷派の寺院。
- 密蔵院 - 一里山。三河参弘法のひとつ。
- 無動寺 - 一里山。
- 遊心寺 - 井ヶ谷。浄土宗西山禅林寺派の寺院。
- 深興寺 - 井ヶ谷。曹洞宗の寺院。
- 見性寺 - 井ヶ谷。曹洞宗の寺院。
- 長善寺 - 西境。浄土宗西山禅林寺派の寺院。

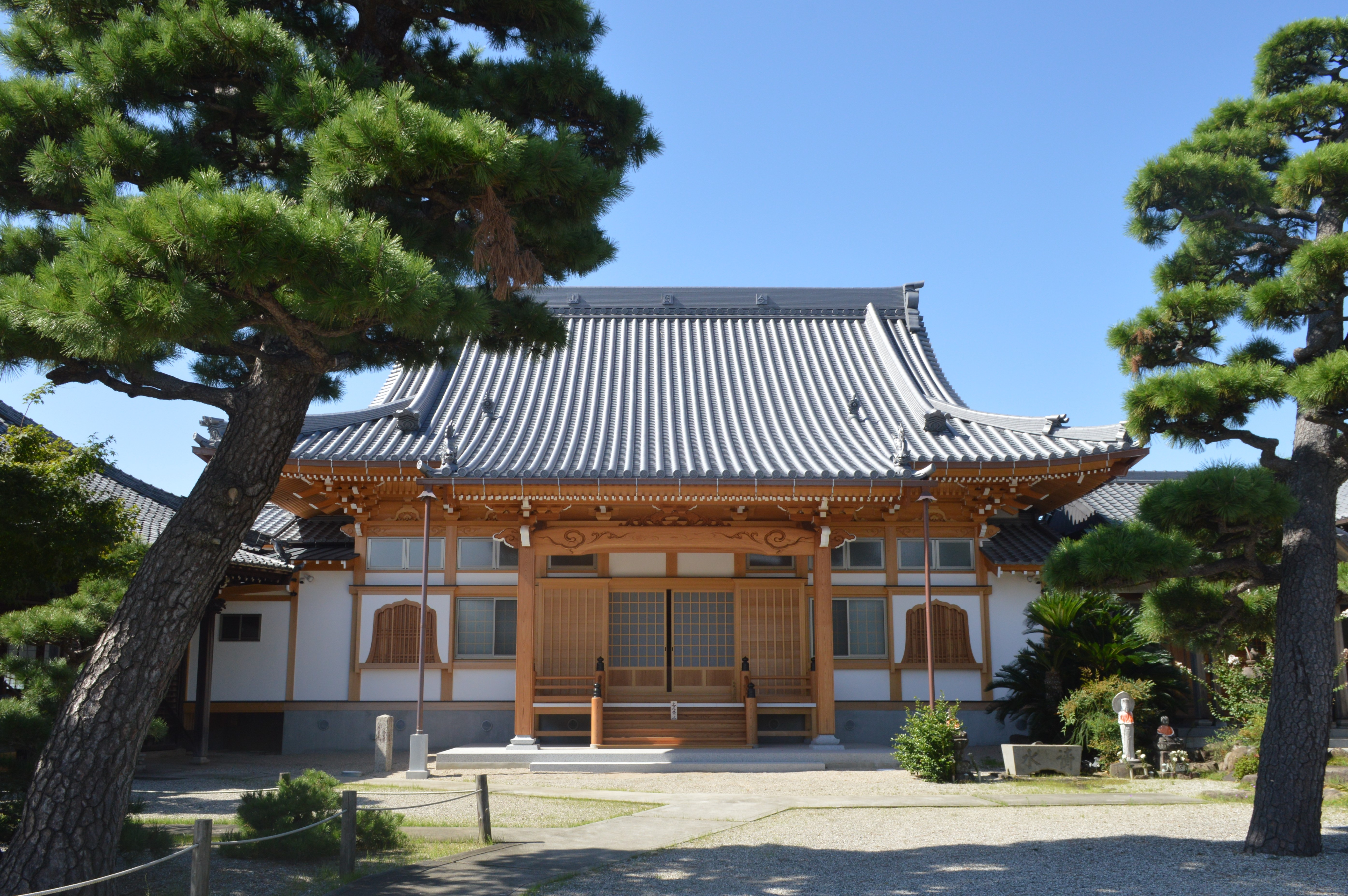
洞隣寺
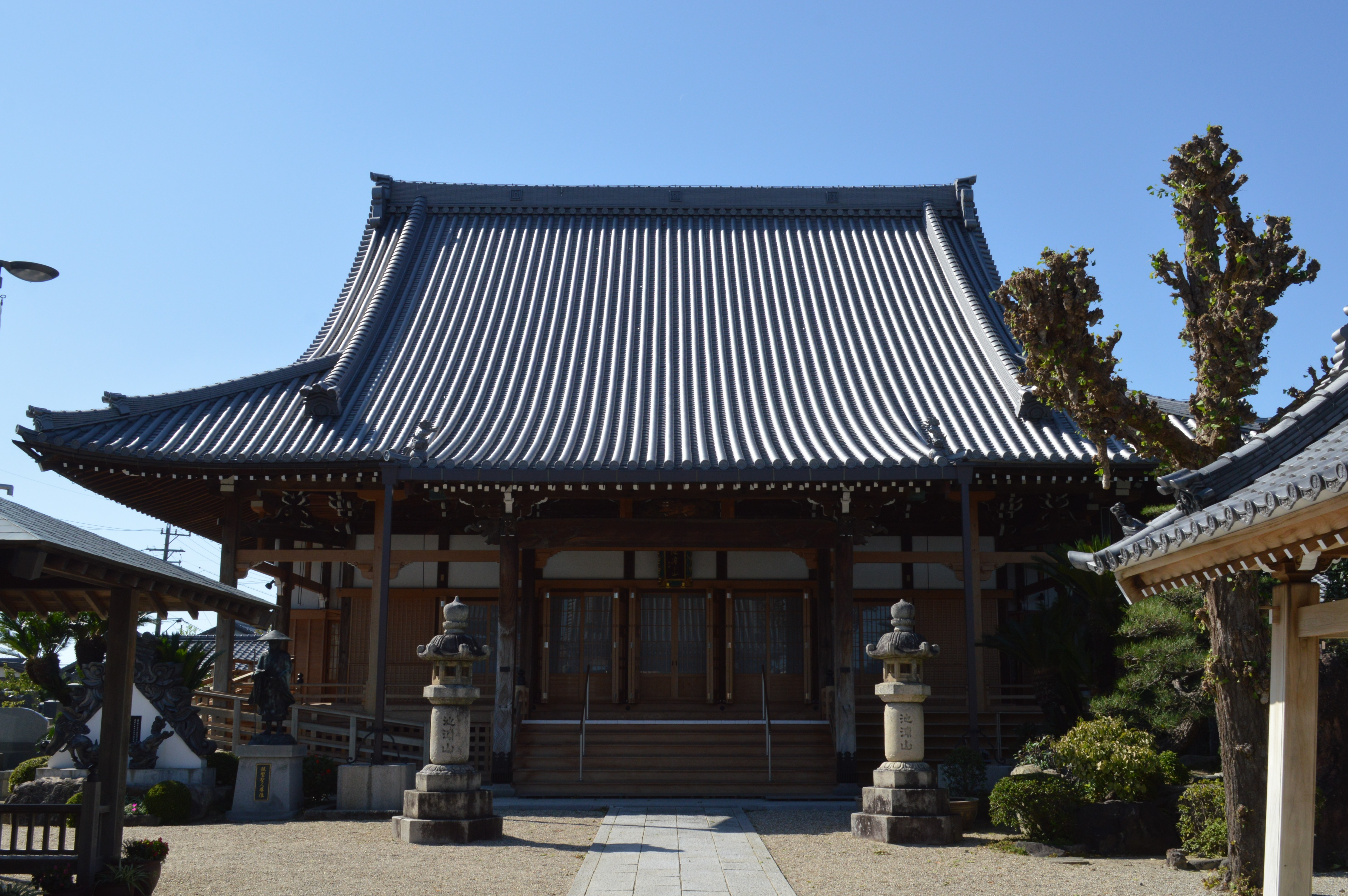
順慶寺
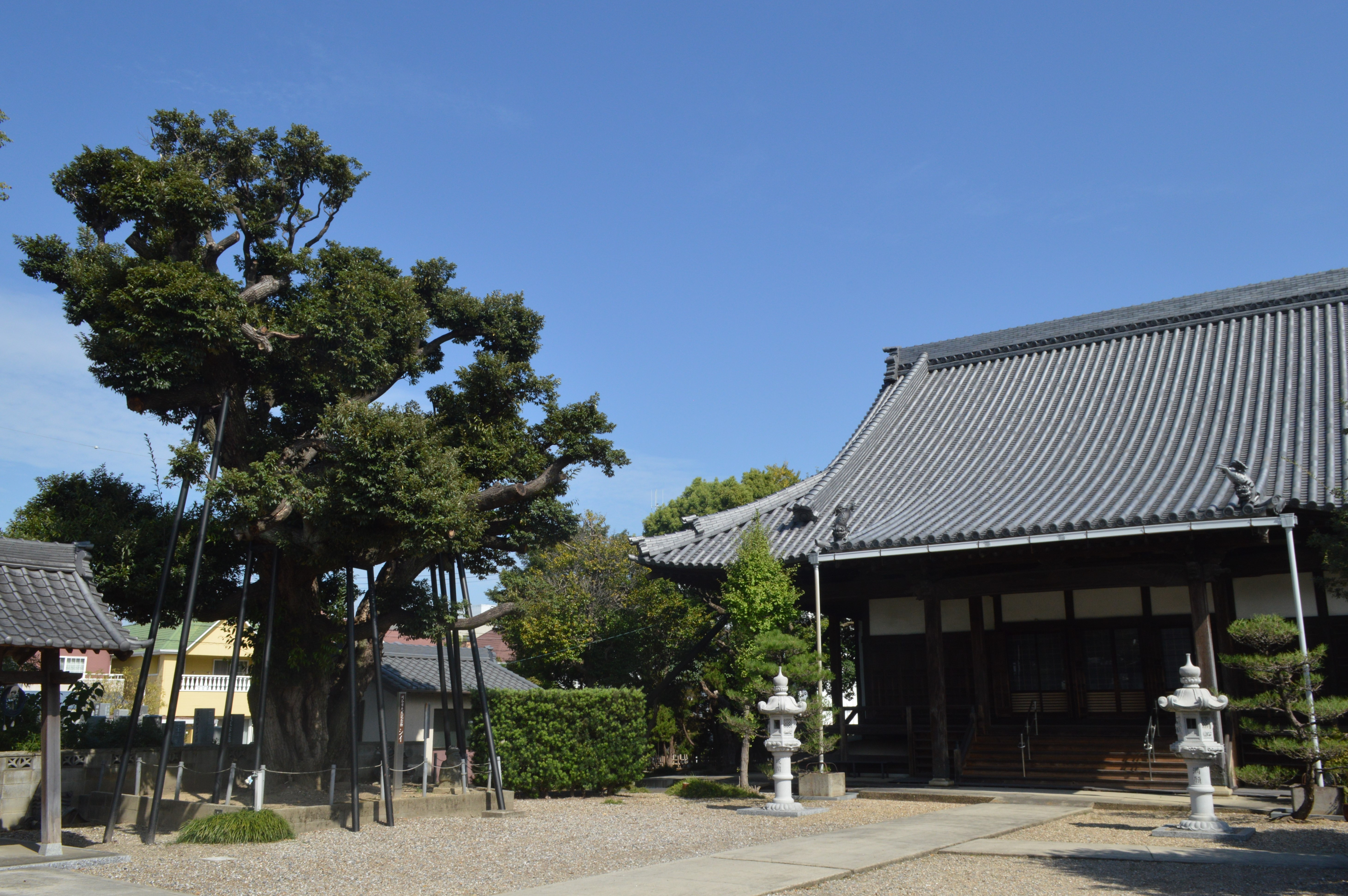
乗蓮寺
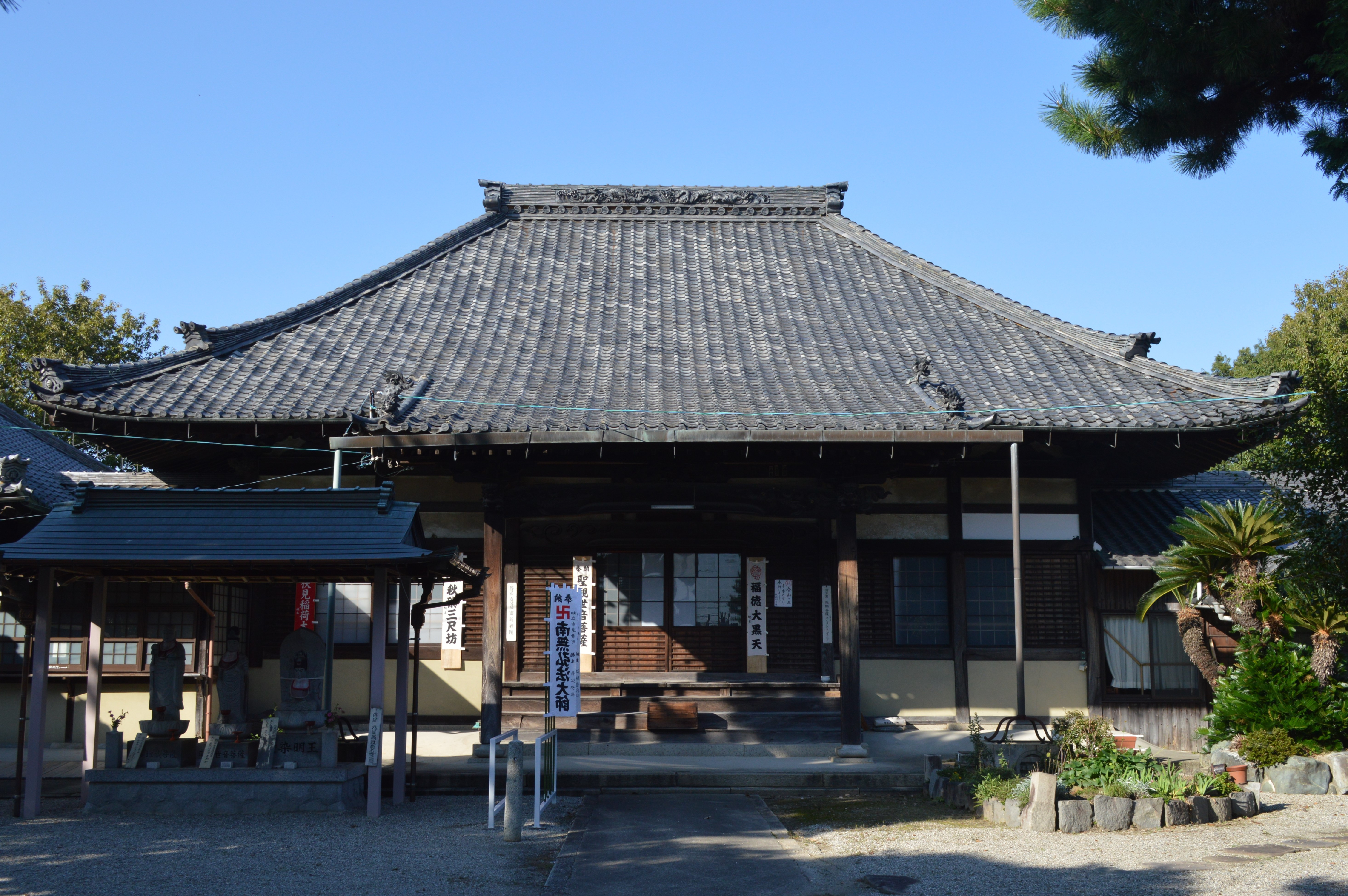
密蔵院
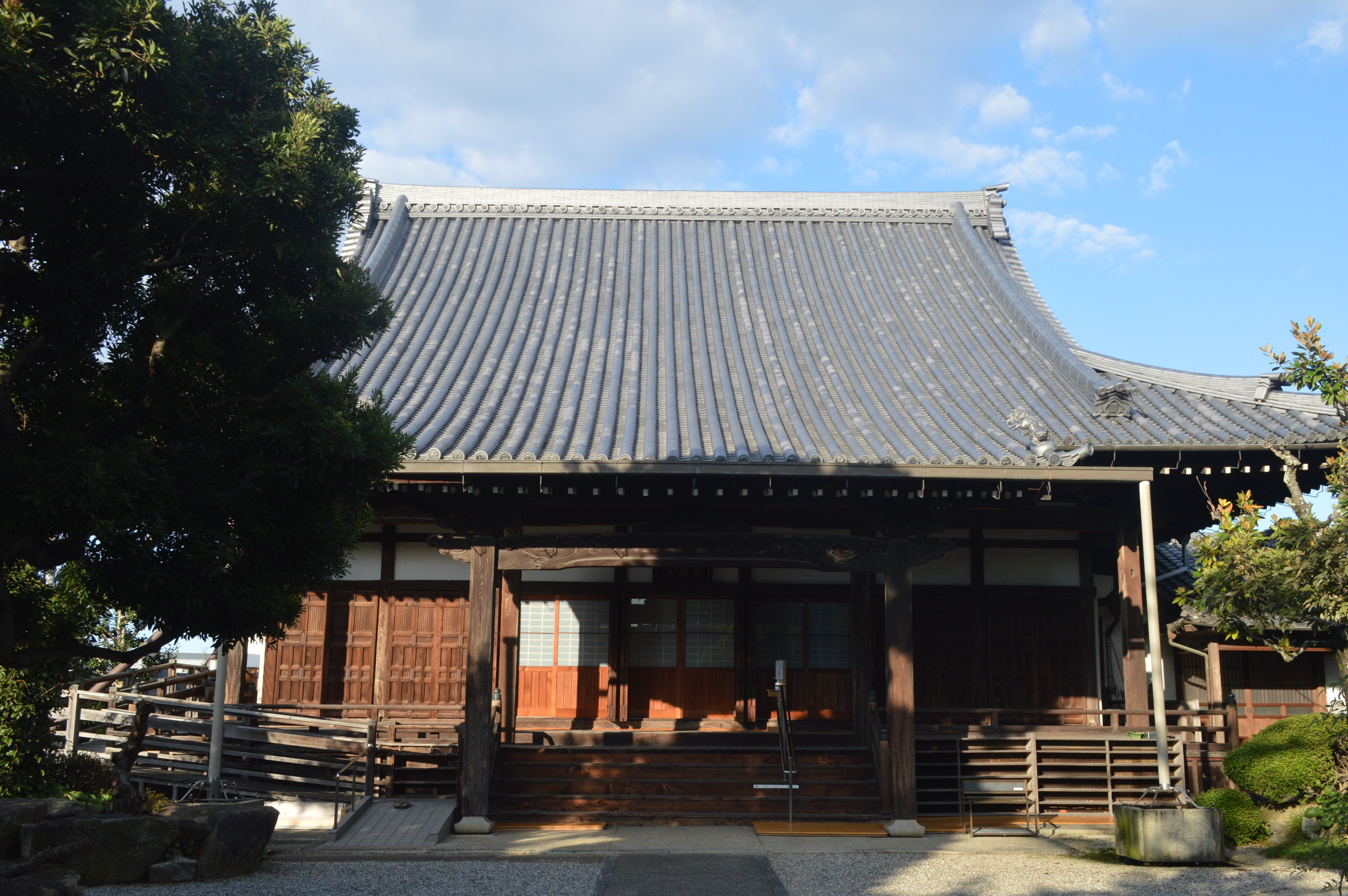
泉正寺
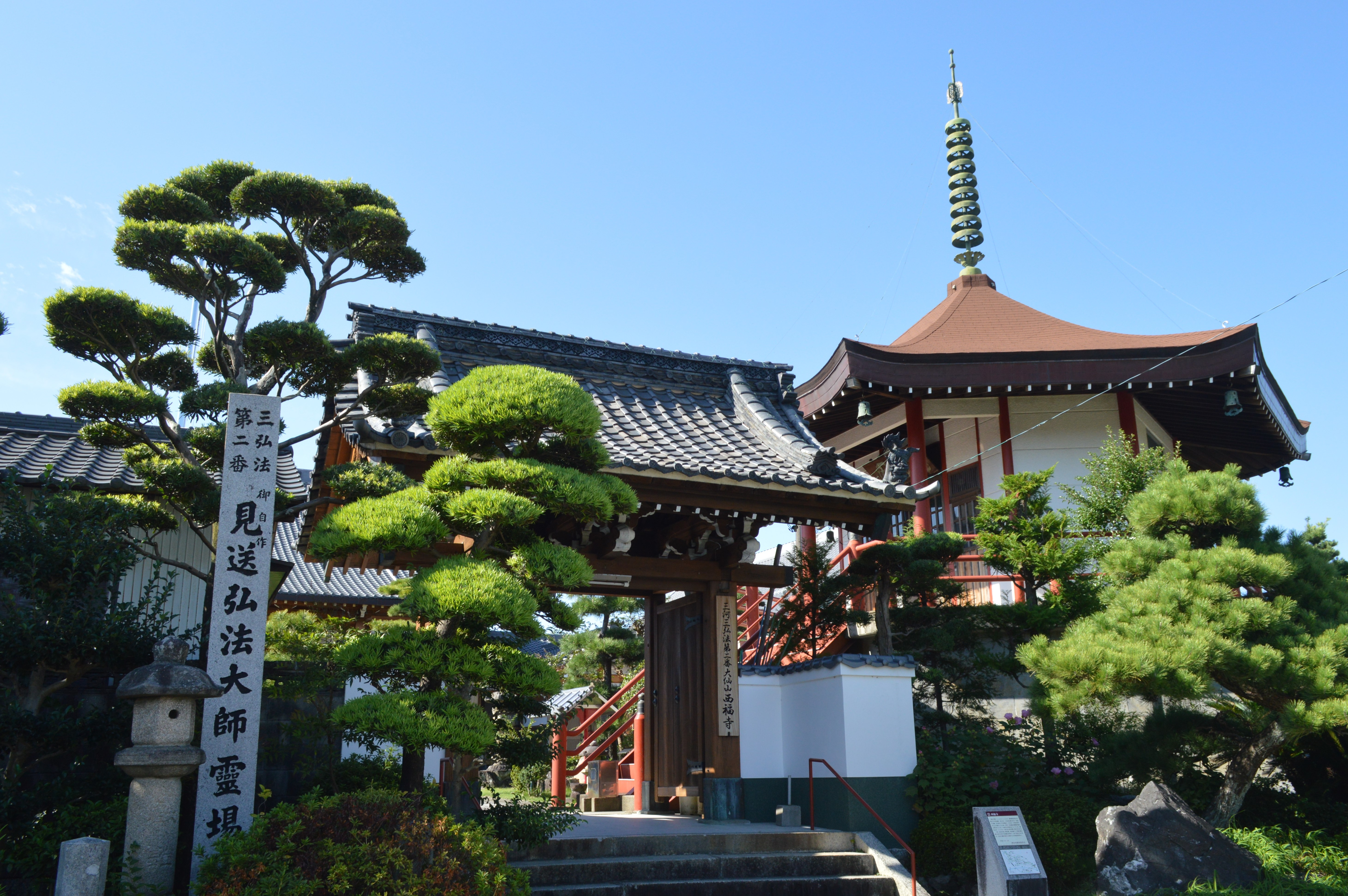
西福寺

- 永福寺 - 西境。曹洞宗の寺院。
- 観音寺 - 西境。曹洞宗の寺院。
- 泉正寺 - 東境。
- 永源寺 - 東境。
- 来岸寺 - 東境。
- 西福寺 - 一ツ木。三河参弘法のひとつ。
- 泉龍寺 - 一ツ木。
- 法林寺 - 一ツ木。
- 東照寺 - 築地。曹洞宗の寺院。
- 竜泉庵 - 築地。曹洞宗の寺院。
- 誓願寺 - 築地。浄土真宗の寺院。
- 神宮寺 - 築地。浄土宗の寺院。

- 洞隣寺
- 順慶寺
- 乗蓮寺
- 密蔵院
- 泉正寺
- 西福寺

## お富士の松

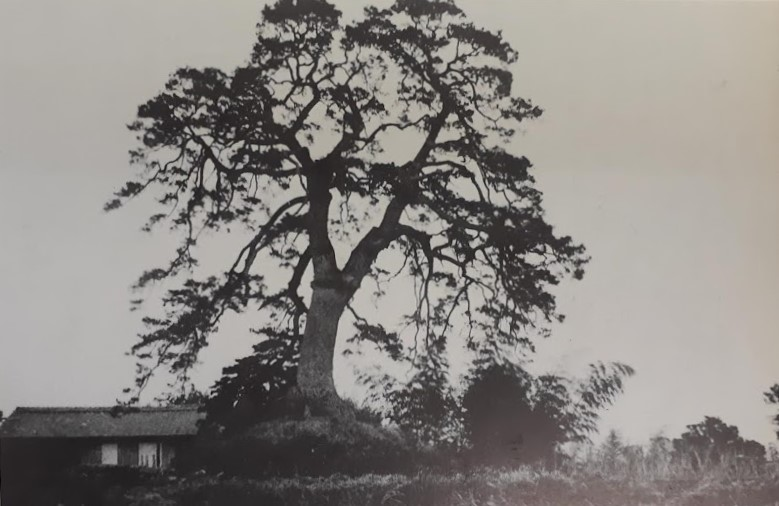
お富士の松

もともと今川町には松の巨木があり、「富士松」（お富士の松）と呼んでいた。永禄3年（1560年）の桶狭間の戦いの際、今川勢がこの地を通った富士権現参詣の旅人を敵と見誤って殺した。住民が旅人を哀れに思って松を植えると、その松も成長して大木となり、「富士松」（お富士の松）と呼ばれるようになった。富士松という村名はこの松に由来する。かつて富士松村役場はこの松のたもとにあった。
この松が1959年（昭和34年）の伊勢湾台風で枯死すると、名鉄名古屋本線 富士松駅近くに2代目の松が植えられた。2代目の松が枯死すると、3代目の松が富士松駅の正面に植えられている。

## 出身著名人
- 岡本辰巳 - 政治家。富士松村会議員・刈谷市議会議員・愛知県議会議員・愛知県議会議長。刈谷市名誉市民。
- 酒井庸行 - 政治家。刈谷市議会議員・愛知県議会議員・参議院議員。